# Ancistrorhynchus straussii
Ancistrorhynchus straussii es una orquídea epífita originaria del oeste de África tropical.

## Distribución y hábitat
Estas orquídeas epífitas monopodiales son medianas a pequeñas y se encuentran en Camerún, Gabón, Nigeria y Zaire, en densos bosques primarios en alturas de alrededor de 700 m s. n. m.

## Descripción
Son plantas de tamaño pequeño que prefieren clima cálido a fresco y son monopodiales epífitas y colgantes con un tallo envuelto por vainas con  5 a 7 hojas, lineales o lineal - lanceoladas, con su ápice bilobulado de manera desigual. Florece en una corta inflorescencia de  5 a 14 flores con brácteas oblongo elípticas.

## Taxonomía
Ancistrorhynchus straussii fue descrito por (Lindl.) Luer y publicado en  Monographs in systematic botany from the Missouri Botanical Garden 112: 118. 2007.
Etimología
Ancistrorhynchus: nombre genérico que se refiere a la forma de cuerno del rostelo.
straussii: epíteto otorgado en honor de Strauss botánico alemán de 1900.
Sinonimia
- Angraecum straussii Schltr. 1906;
- Cephalangraecum straussii (Schltr.) Summerh. 1936[1][3][4]